# Arroyo Mármol
El arroyo Mármol es un pequeño curso de agua de la cuenca hidrográfica del río Uruguay, ubicado en la provincia argentina de Entre Ríos. 
Nace al norte de la localidad de Colonia Hocker, Departamento Colón y se dirige con rumbo este hasta desembocar en el río Uruguay cerca del paraje conocido como Colonia Mabragaña. El arroyo Socas es su único afluente. Lo atraviesa la Ruta Nacional 14.
- Datos: Q5705793